# Supercoupe d'Espagne de football
La Supercoupe d'Espagne de football (en espagnol : Supercopa de España de fútbol) est une compétition de football opposant le vainqueur du Championnat d'Espagne au vainqueur de la Coupe d'Espagne, disputée en matchs aller-retour. Jusqu'en 1995, en cas de doublé Coupe-Championnat par une équipe, le trophée lui était remis automatiquement. Depuis, c'est le finaliste de la Coupe qui affronte le vainqueur du doublé Coupe-Championnat. En 2018, la compétition se déroule sur un seul match.
À partir de janvier 2020, la Supercoupe se dispute en format Final Four avec quatre équipes. Fin 2019, un accord est passé entre la RFEF et la Fédération saoudienne de football pour organiser trois éditions de la Supercoupe en Arabie saoudite ; une décision controversée qui suscite l'indignation d'Amnesty International.
Ce trophée est créé en 1982. Une compétition similaire exista en 1940 (Copa de Campeones), puis en 1945 (Copa de Oro Argentina), et enfin de 1947 à 1953 (Coupe Eva Duarte).
Le FC Barcelone est le club le plus titré avec quinze trophées. L'Argentin  Lionel Messi est, avec quatorze buts, le meilleur buteur de l'histoire de cette compétition.

## Histoire
La Supercoupe d'Espagne a été instaurée en juillet 1982, sur proposition du président du FC Barcelone Josep Lluís Núñez, à l'assemblée de la Fédération royale espagnole de football. Initialement, la compétition se déroulait, entre septembre et décembre, en matchs aller-retour, où le vainqueur du championnat affronte le vainqueur de la coupe. Si un club réalisait le doublé Coupe-Championnat, il est automatiquement déclaré champion.
À partir de 1994, la compétition se joue en début de saison avant le début du championnat. En 1996, si un club réalisé le doublé, la compétition se dispute entre le vainqueur du doublé et le finaliste de la coupe.
L'édition 2018 est la première à se disputer sur terrain neutre en match unique à Tanger au Maroc. C'est également la première fois que l'assistance vidéo à l'arbitrage est utilisée dans une compétition espagnole.
En février 2019, la RFEF annonce que le format de la compétition est modifié. La compétition se dispute désormais dans un format à quatre équipes. Les équipes qualifiées sont les deux finalistes de la Coupe d'Espagne et les deux équipes les mieux classées du championnat non qualifiées via la Coupe d'Espagne.
Au cours des 3 premières éditions sous ce format, ni le vainqueur de LaLiga, ni le vainqueur de la Coupe d'Espagne ne parvient en finale.

## Palmarès

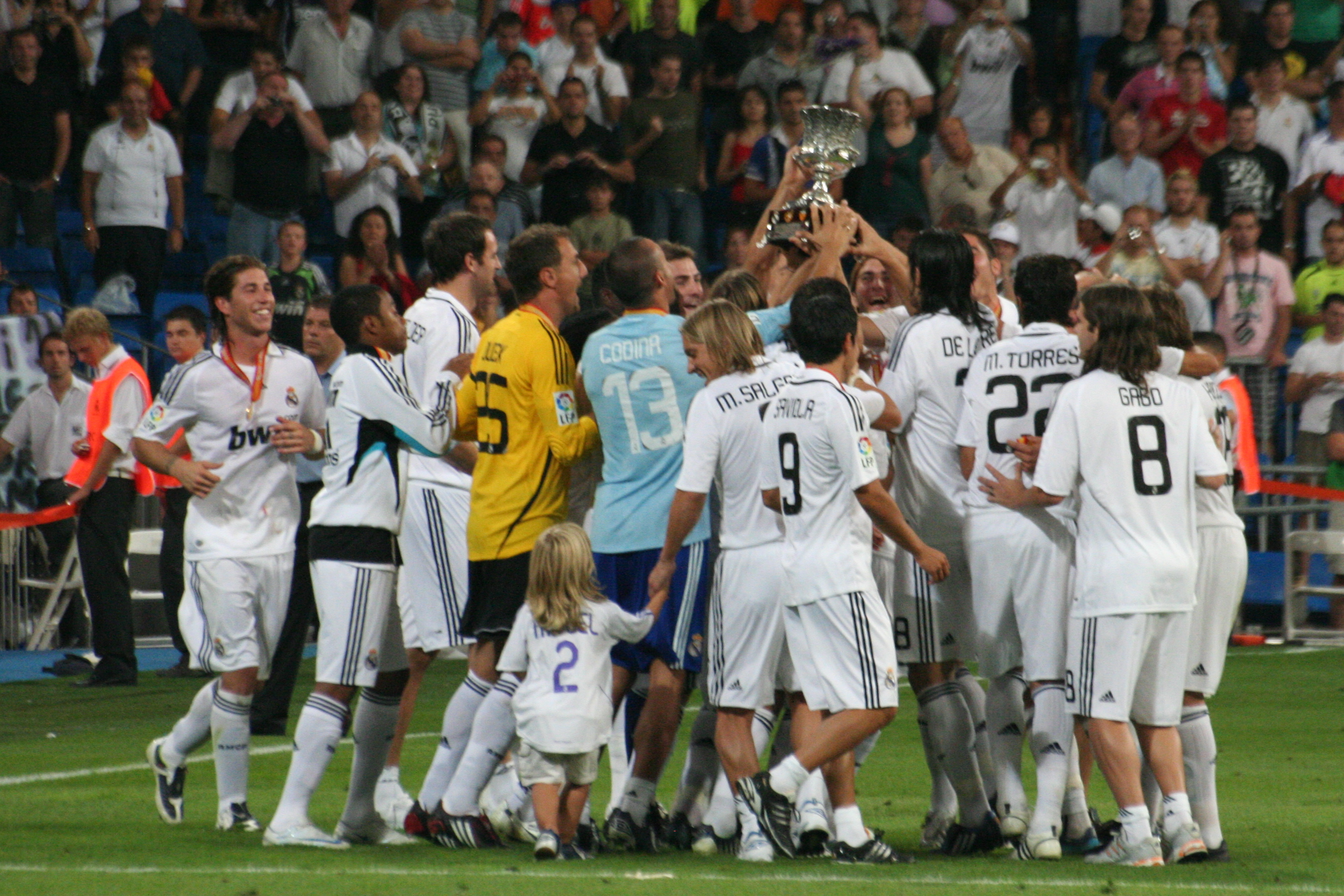
Le Real Madrid célébrant la victoire de la Supercoupe 2008 face au Valence CF.

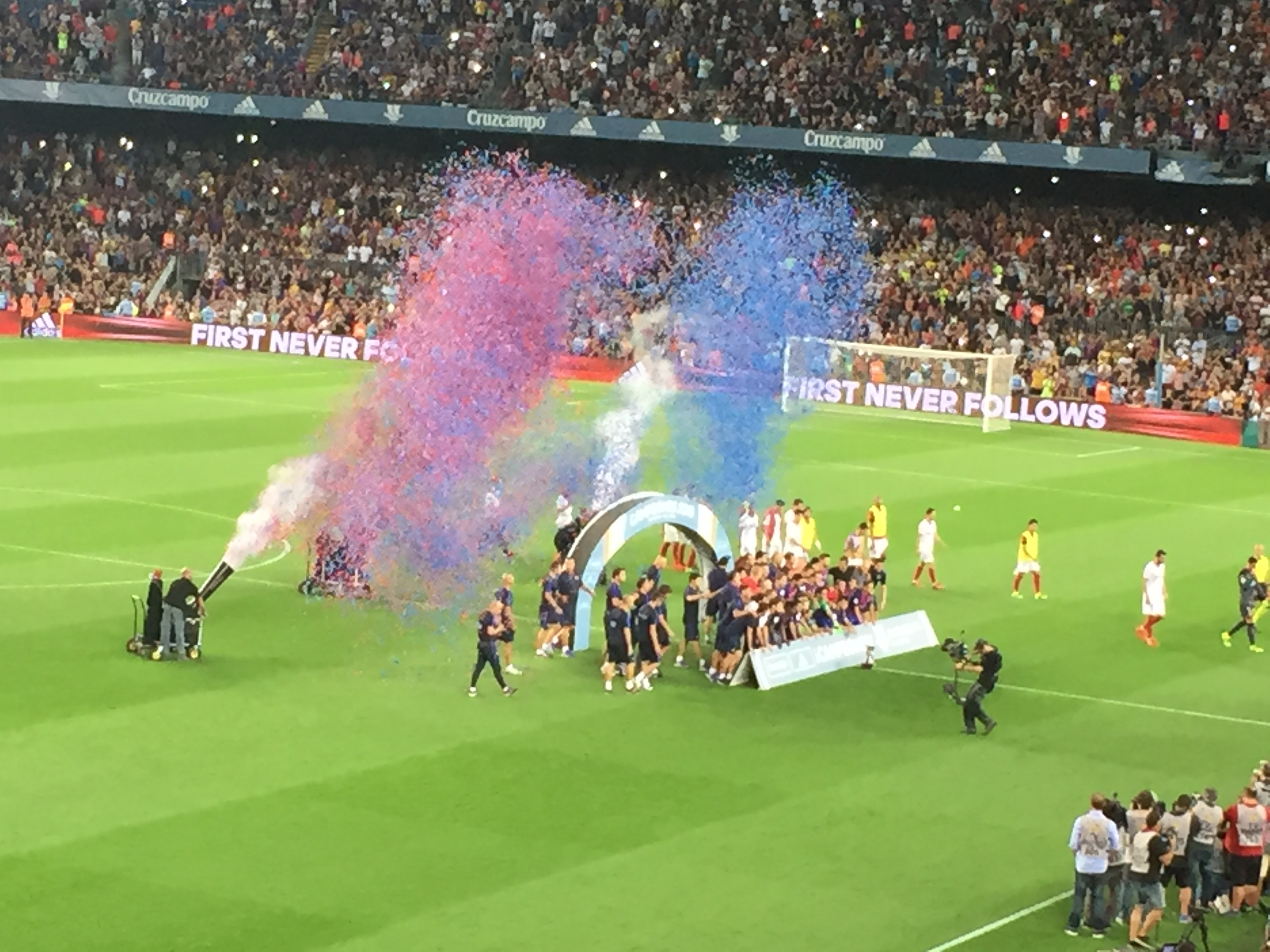
Célébration au Camp Nou de la victoire du FC Barcelone lors de la Supercoupe 2016 face au Séville FC.

### 1982-2017 (sur 2 rencontres)
| Année | Vainqueur | Score aller / retour | Finaliste | | | |
| 1982  | Real Sociedad (1) | 0 - 1 / 4 - 0 | Real Madrid | | | |
| 1983  | FC Barcelone (1) | 3 - 1 / 0 - 1 | Athletic Club | | | |
| 1984  | Non disputée, l'Athletic Club (1), champion et vainqueur de la coupe, est automatiquement vainqueur du trophée                                 | Non disputée, l'Athletic Club (1), champion et vainqueur de la coupe, est automatiquement vainqueur du trophée                                 | Non disputée, l'Athletic Club (1), champion et vainqueur de la coupe, est automatiquement vainqueur du trophée                                 | Non disputée, l'Athletic Club (1), champion et vainqueur de la coupe, est automatiquement vainqueur du trophée                                 | Non disputée, l'Athletic Club (1), champion et vainqueur de la coupe, est automatiquement vainqueur du trophée                                 | Non disputée, l'Athletic Club (1), champion et vainqueur de la coupe, est automatiquement vainqueur du trophée                                 |
| 1985  | Atlético de Madrid (1) | 3 - 1 / 0 - 1 | FC Barcelone | | | |
| 1986  | Non disputée en raison d'un désaccord entre le Real Madrid, champion et le Real Saragosse, vainqueur de la coupe, sur les dates des rencontres | Non disputée en raison d'un désaccord entre le Real Madrid, champion et le Real Saragosse, vainqueur de la coupe, sur les dates des rencontres | Non disputée en raison d'un désaccord entre le Real Madrid, champion et le Real Saragosse, vainqueur de la coupe, sur les dates des rencontres | Non disputée en raison d'un désaccord entre le Real Madrid, champion et le Real Saragosse, vainqueur de la coupe, sur les dates des rencontres | Non disputée en raison d'un désaccord entre le Real Madrid, champion et le Real Saragosse, vainqueur de la coupe, sur les dates des rencontres | Non disputée en raison d'un désaccord entre le Real Madrid, champion et le Real Saragosse, vainqueur de la coupe, sur les dates des rencontres |
| 1987  | Non disputée en raison d'un désaccord entre le Real Madrid, champion et la Real Sociedad, vainqueur de la coupe, sur les dates des rencontres  | Non disputée en raison d'un désaccord entre le Real Madrid, champion et la Real Sociedad, vainqueur de la coupe, sur les dates des rencontres  | Non disputée en raison d'un désaccord entre le Real Madrid, champion et la Real Sociedad, vainqueur de la coupe, sur les dates des rencontres  | Non disputée en raison d'un désaccord entre le Real Madrid, champion et la Real Sociedad, vainqueur de la coupe, sur les dates des rencontres  | Non disputée en raison d'un désaccord entre le Real Madrid, champion et la Real Sociedad, vainqueur de la coupe, sur les dates des rencontres  | Non disputée en raison d'un désaccord entre le Real Madrid, champion et la Real Sociedad, vainqueur de la coupe, sur les dates des rencontres  |
| 1988  | Real Madrid (1) | 2 - 0 / 1 - 2 | FC Barcelone | | | |
| 1989  | Non disputée, le Real Madrid (2), champion et vainqueur de la coupe, est automatiquement vainqueur du trophée                                  | Non disputée, le Real Madrid (2), champion et vainqueur de la coupe, est automatiquement vainqueur du trophée                                  | Non disputée, le Real Madrid (2), champion et vainqueur de la coupe, est automatiquement vainqueur du trophée                                  | Non disputée, le Real Madrid (2), champion et vainqueur de la coupe, est automatiquement vainqueur du trophée                                  | Non disputée, le Real Madrid (2), champion et vainqueur de la coupe, est automatiquement vainqueur du trophée                                  | Non disputée, le Real Madrid (2), champion et vainqueur de la coupe, est automatiquement vainqueur du trophée                                  |
| 1990  | Real Madrid (3) | 1 - 0 / 4 - 1 | FC Barcelone | | | |
| 1991  | FC Barcelone (2) | 0 - 1 / 1 - 1 | Atlético de Madrid | | | |
| 1992  | FC Barcelone (3) | 3 - 1 / 1 - 2 | Atlético de Madrid | | | |
| 1993  | Real Madrid (4) | 3 - 1 / 1 - 1 | FC Barcelone | | | |
| 1994  | FC Barcelone (4) | 2 - 0 / 4 - 5 | Real Saragosse | | | |
| 1995  | Deportivo La Corogne (1) | 3 - 0 / 2 - 1 | Real Madrid | | | |
| 1996  | FC Barcelone (5) | 5 - 2 / 1 - 3 | Atlético de Madrid | | | |
| 1997  | Real Madrid (5) | 1 - 2 / 4 - 1 | FC Barcelone | | | |
| 1998  | RCD Majorque (1) | 2 - 1 / 1 - 0 | FC Barcelone | | | |
| 1999  | Valence CF (1) | 1 - 0 / 3 - 3 | FC Barcelone | | | |
| 2000  | Deportivo La Corogne (2) | 0 - 0 / 2 - 0 | Espanyol Barcelone | | | |
| 2001  | Real Madrid (6) | 1 - 1 / 3 - 0 | Real Saragosse | | | |
| 2002  | Deportivo La Corogne (3) | 3 - 0 / 1 - 0 | Valence CF | | | |
| 2003  | Real Madrid (7) | 2 - 1 / 3 - 0 | RCD Majorque | | | |
| 2004  | Real Saragosse (1) | 1 - 0 / 1 - 3 | Valence CF | | | |
| 2005  | FC Barcelone (6) | 0 - 3 / 1 - 2 | Real Betis | | | |
| 2006  | FC Barcelone (7) | 0 - 1 / 3 - 0 | Espanyol Barcelone | | | |
| 2007  | Séville FC (1) | 1 - 0 / 5 - 3 | Real Madrid | | | |
| 2008  | Real Madrid (8) | 2 - 3 / 4 - 2 | Valence CF | | | |
| 2009  | FC Barcelone (8) | 2 - 1 / 3 - 0 | Athletic Club | | | |
| 2010  | FC Barcelone (9) | 1 - 3 / 4 - 0 | Séville FC | | | |
| 2011  | FC Barcelone (10) | 2 - 2 / 3 - 2 | Real Madrid | | | |
| 2012  | Real Madrid (9) | 2 - 3 / 2 - 1 | FC Barcelone | | | |
| 2013  | FC Barcelone (11) | 1 - 1 / 0 - 0 | Atlético de Madrid | | | |
| 2014  | Atlético de Madrid (2) | 1 - 1 / 1 - 0 | Real Madrid | | | |
| 2015  | Athletic Club (2) | 4 - 0 / 1 - 1 | FC Barcelone | | | |
| 2016  | FC Barcelone (12) | 2 - 0 / 3 - 0 | Séville FC | | | |
| 2017  | Real Madrid (10) | 3 - 1 / 2 - 0 | FC Barcelone | | | |

### 2018 (sur 1 rencontre)
| Année | Vainqueur         | Score | Finaliste  | Stade             | Ville  | Pays  |
| 2018  | FC Barcelone (13) | 2 - 1 | Séville FC | Stade Ibn-Batouta | Tanger | Maroc |

### Depuis 2019 (format 4 équipes)
| Année     | Vainqueur         | Score              | Finaliste          | Demi-finalistes                 | Stade                           | Ville   | Pays            |
| 2019-2020 | Real Madrid (11)  | 0 - 0 ap 4 - 1 tab | Atlético de Madrid | Valence CF FC Barcelone         | Stade Roi-Abdallah              | Djeddah | Arabie saoudite |
| 2020-2021 | Athletic Club (3) | 3 - 2 ap           | FC Barcelone       | Real Sociedad Real Madrid       | Stade de La Cartuja             | Séville | Espagne         |
| 2021-2022 | Real Madrid (12)  | 2 - 0              | Athletic Club      | FC Barcelone Atlético de Madrid | Stade international du Roi-Fahd | Riyad   | Arabie saoudite |
| 2022-2023 | FC Barcelone (14) | 3 - 1              | Real Madrid        | Valence CF Real Betis           | Stade international du Roi-Fahd | Riyad   | Arabie saoudite |
| 2023-2024 | Real Madrid (13)  | 4 - 1              | FC Barcelone       | Atlético de Madrid CA Osasuna   | Stade KSU                       | Riyad   | Arabie saoudite |
| 2024-2025 | FC Barcelone (15) | 5 - 2              | Real Madrid        | RCD Majorque Athletic Club      | Stade Roi-Abdallah              | Djeddah | Arabie saoudite |

## Bilan par club
| Club                 | Vainqueur | Finaliste | Éditions remportées                                                                      | Éditions perdues                                                       |
| -------------------- | --------- | --------- | ---------------------------------------------------------------------------------------- | ---------------------------------------------------------------------- |
| FC Barcelone         | 15        | 12        | 1983, 1991, 1992, 1994, 1996, 2005, 2006, 2009, 2010, 2011, 2013, 2016, 2018, 2023, 2025 | 1985, 1988, 1990, 1993, 1997, 1998, 1999, 2012, 2015, 2017, 2021, 2024 |
| Real Madrid          | 13        | 7         | 1988, 1989, 1990, 1993, 1997, 2001, 2003, 2008, 2012, 2017, 2020, 2022, 2024             | 1982, 1995, 2007, 2011, 2014, 2023, 2025                               |
| Athletic Bilbao      | 3         | 3         | 1984, 2015, 2021                                                                         | 1983, 2009, 2022                                                       |
| Deportivo La Corogne | 3         | 0         | 1995, 2000, 2002                                                                         | –                                                                      |
| Atlético de Madrid   | 2         | 5         | 1985, 2014                                                                               | 1991, 1992, 1996, 2013, 2020                                           |
| Valence CF           | 1         | 3         | 1999                                                                                     | 2002, 2004, 2008                                                       |
| Séville FC           | 1         | 3         | 2007                                                                                     | 2010, 2016, 2018                                                       |
| Real Saragosse       | 1         | 2         | 2004                                                                                     | 1994, 2001                                                             |
| RCD Majorque         | 1         | 1         | 1998                                                                                     | 2003                                                                   |
| Real Sociedad        | 1         | 0         | 1982                                                                                     | –                                                                      |
| Espanyol Barcelone   | 0         | 2         | –                                                                                        | 2000, 2006                                                             |
| Betis Séville        | 0         | 1         | –                                                                                        | 2005                                                                   |

## Bilan par méthode de qualification
| Méthode de qualification                                                              | Victoires |
| ------------------------------------------------------------------------------------- | --------- |
| Champion de la Primera División / Liga Santander et de la Coupe du Roi                | 7         |
| Champion de la Primera División / Liga Santander                                      | 19        |
| Vainqueur de la Coupe du Roi et vice-champion de la Primera División / Liga Santander | 1         |
| Vainqueur de la Coupe du Roi                                                          | 8         |
| Finaliste de la Coupe du Roi                                                          | 4         |
| Vice-champion de la Primera División / Liga Santander                                 | 3         |
| 3e de la Primera División / Liga Santander                                            | 1         |

| Méthode de qualification                                               | Victoires |
| ---------------------------------------------------------------------- | --------- |
| Champion de la Primera División / Liga Santander et de la Coupe du Roi | 7         |
| Champion de la Primera División / Liga Santander                       | 19        |
| Vainqueur de la Coupe du Roi                                           | 8         |
| Finaliste de la Coupe du Roi                                           | 3         |

| Méthode de qualification                                                              | Victoires |
| ------------------------------------------------------------------------------------- | --------- |
| Vainqueur de la Coupe du Roi et vice-champion de la Primera División / Liga Santander | 1         |
| Vice-champion de la Primera División / Liga Santander                                 | 3         |
| Finaliste de la Coupe du Roi                                                          | 1         |
| 3e de la Primera División / Liga Santander                                            | 1         |